# Wolfgang Sander (Erziehungswissenschaftler, 1953)
Wolfgang Sander (* 18. Juli 1953 in Frankfurt am Main) ist ein deutscher Sozial- und Erziehungswissenschaftler mit dem Schwerpunkt Didaktik der politischen Bildung. Er ist Professor im Ruhestand.

## Biografie
Sander studierte nach dem Abitur in Gießen und Marburg unter anderem bei Kurt Gerhard Fischer, Wolfgang Hilligen und Wolfgang Klafki. Sein Studium schloss er mit der Lehramtsprüfung für Haupt- und Realschule (1976) und der Promotion zum Dr. phil. (1980) ab. Im Jahr 1988 habilitierte er sich für das Lehrgebiet „Didaktik der Gesellschaftswissenschaften“.
Nach mehrjähriger Tätigkeit in der Erwachsenenbildung übernahm er 1993/94 eine Vertretungsprofessur an der Universität Passau und wechselte von dort im Jahr 1994 auf die Professur für Didaktik der Politik an der Friedrich-Schiller-Universität Jena. Im Jahr 1998 nahm er einen Ruf auf die Professur für Didaktik der Gesellschaftswissenschaften an der Justus-Liebig-Universität Gießen an. Für den Zeitraum von 2008 bis 2010 war er dort beurlaubt, um eine Professur für Didaktik der Politischen Bildung an der Universität Wien wahrnehmen zu können.

## Wirkung
Sander war von 1985 bis 1995 Hessischer Landesvorsitzender und von 1994 bis 2000 Zweiter Bundesvorsitzender der Deutschen Vereinigung für politische Bildung (DVPB) sowie von 2000 bis 2002 Sprecher der Gesellschaft für Politikdidaktik und politische Jugend- und Erwachsenenbildung (GPJE). Seit 2009 ist er Vorstandsmitglied des Fachverbands Interessensgemeinschaft für politische Bildung (IGPB) in Österreich. Von 2002 bis 2010 war er Mitglied des Wissenschaftlichen Beirats der Bundeszentrale für politische Bildung in Bonn und des Wissenschaftlichen Ausschusses des Georg-Eckert-Instituts für Internationale Schulbuchforschung in Braunschweig. Von 1997 bis 2010 leitete er als Chefredakteur die Redaktion der Fachzeitschrift „kursiv – Journal für politische Bildung“, seit 2010 ist er Mitherausgeber der „Zeitschrift für Didaktik der Gesellschaftswissenschaften (zdg)“.
Die wissenschaftlichen Arbeitsschwerpunkte Sanders liegen vor allem in der Geschichte, Theorie und Didaktik der politischen Bildung in Schule und Erwachsenenbildung sowie in bildungs- und erkenntnistheoretischen Aspekten der Didaktik. Er ist Anhänger eines Integrationsfaches Gesellschaftslehre.

## Sanders Position in der politischen Bildung
In einem Interview mit Kerstin Pohl hat Wolfgang Sander zu Grundfragen der politischen Bildung Stellung genommen. In der wissenschaftlichen Fachdiskussion vertritt er einen konstruktivistisch orientierten Ansatz der Didaktik.  Für Sander ist es zunächst in der gegenwärtigen Situation eine Herausforderung, wenn von politischer Bildung erwartet wird, bestimmte Werte zu vermitteln. Dagegen kann nur mit einer weiteren Professionalisierung des Faches erfolgreich vorgegangen werden. Gemäß seinem Politikbegriff ist Politik die Regelung gemeinsamer Angelegenheiten menschlicher Gesellschaften. Dabei ist das, was politisch, also regelungsbedürftig ist, umstritten.
Im Politikunterricht sollte die Frage danach, welche Inhalte präsent sein sollen, nicht durch eine Stoffsystematik, sondern durch den Lernprozess der Adressaten entschieden werden. Trotzdem eignen sich nicht alle Themen in gleicher Weise um eine politische Problemlage hinter ihnen erkennbar zu machen. Nach Sander lassen sich grundlegende politische Probleme bestimmen, mit denen sich die politische Bildung auseinandersetzen sollte.
Das Ziel der politischen Bildung sollte insbesondere darin bestehen, Kompetenzen zu fordern. Für die politische Urteilsbildung stellt das Kriterium der Universalisierbarkeit, vom Individuum hin zur Gesellschaft, eine angemessene Entwicklungsrichtung der moralischen Urteilsfähigkeit dar.  Dabei sollen Handlungen selbst nicht vorgeschrieben, es soll vielmehr zur Handlung befähigt werden. Bei handlungsorientierten Methoden muss von der „Unterrichtsplanung“ hin zur Gestaltung der Lernumgebung gewechselt werden.  So werden Methoden, welche eine „politikdidaktische Diagnostik“ ermöglichen, wichtiger (Brainstorming, Collagen, Vier-Ecken-Spiel, Erwartungsabfrage und andere Teilmethoden aus der Moderationsmethode). Die Didaktiker der politischen Bildung sollten sich in der Kontroverse um die Reformierung des Bildungswesens hin zum Bildungsmarkt stärker positiv einmischen und weniger strukturkonservativ auftreten.

## Schriften (Auswahl)
- Zur Geschichte und Theorie der politischen Bildung. Allgemeinbildung und fächerübergreifendes Lernen in der Schule. Schüren, 2. Aufl. 1989
- Beruf und Politik. Von der Nützlichkeit politischer Bildung. Wochenschau, Schwalbach 1996
- Digitale Medien in der Grundschule. Ein Forschungsprojekt zum Sachunterricht. Wochenschau, Schwalbach 2007
- Politik in der Schule. Kleine Geschichte der politischen Bildung in Deutschland. Schüren, 3. Aufl. Marburg 2013
- Politik entdecken – Freiheit leben. Didaktische Grundlagen politischer Bildung. 4. Aufl., Wochenschau, Schwalbach 2013
- (Hrsg.): Politische Bildung in den Fächern der Schule. J.B. Metzler, Stuttgart 1985
- (Hrsg.): Konzepte der Politikdidaktik. Aktueller Stand, neue Ansätze und Perspektiven. J.B. Metzler, Hannover 1992
- (Hrsg. mit Ludwig Duncker und Carola Surkamp): Perspektivenvielfalt im Unterricht. Kohlhammer, Stuttgart 2005
- (Hrsg.): Handbuch politische Bildung. 4. Aufl., Bundeszentrale für politische Bildung, Bonn 2014